# ريجيس هنري بوست
ريجيس هنري بوست (بالإنجليزية: Regis Henri Post)‏ كان سياسي من نيويورك وحاكم بورتوريكو من 17 أبريل 1907 إلى 6 نوفمبر 1909. ولد في مقاطعة سوفولك، نيويورك.

## حياته
ولدت بوست في بايبورت، نيويورك، وهو آبن ألبرت كينتزينج بوست (1843-1872) وماري بوست (née de Trobriand 1845-1926). كان جده من ناحية الأم ريجيس دي تروبرياند [الإنجليزية]. كان لديه أخت أكبر سنًا، لينا بوست وبستر، وأخ أكبر، والدرون كنتزنج بوست. غرق والده في سن 29 في لونغ آيلاند عندما كان ريجيس بعمر السنتين فقط. تزوجت والدته من ابن عمه الثاني بعد إزالته، تشارلز الفريد بوست (1844-1921). كان لدى ريجيس شقيقتان من هذا الزواج، بياتريس بوست كاندلر وإيديث بوست غالاتين. تخرج بوست من جامعة هارفارد في عام 1891 وأصبح عضوًا في نادي دلفيك [الإنجليزية].
هو كان عضوًا من مجمع ولاية نيويورك (شركة سولفولك) في 1899 [الإنجليزية] و1900 [الإنجليزية].
عينه الرئيس ثيودور روزفلت كمراجع حسابات لبورتوريكو في عام 1903، كوزير لبورتوريكو في عام 1904، وحاكم عام 1907. تولي بوست منصب الحاكم من 18 أبريل 1907 إلى 5 نوفمبر 1909. كان حكمة مثير للجدل للغاية، حيث أدت خلافاته المتكررة مع المجلس التشريعي لبورتوريكو إلى فشل الهيئة التشريعية في تمرير أي ميزانية في عام 1909، مما أدى إلى أزمة سياسية في الجزيرة وتمرير تعديل أولمستيد [الإنجليزية] بناء على طلب من الرئيس ويليام هوارد تافت.
بعد فترة عمل بوست في بورتوريكو، عمل مع فرقة الإسعاف الأمريكية في فرنسا من 1913 إلى 1914. انضم إلى الصليب الأحمر الأمريكي في عام 1917.

## حياته الشخصية
تزوج من كارولين بياتريس بوست، ابنة العقيد هنري ألبرتسون فان زو بوست وابن عمه الثاني في السادس من مارس عام 1895. كان عندهما ابن، ريجيس هنري بوست الابن (17 فبراير 1897). في عام 1916، اكتشفت زوجته علاقة غرامية وانفصلا. تقدمت بطلب للطلاق في عام 1922. تزوج من ليلى إليس في عام 1925. توفيت في عام 1931. تزوج ثالثًا من مارغريت دينيس دي لاجارد في 5 أبريل 1933. كانت ابنة عمه البعيدة. ابنة مارجريت البعيدة من ناحية شقيقتها كانت ميمي لي.

## وفاته
توفي ريجيس بوست في 5 أكتوبر 1944 في نانتوكيت، ماساتشوستس عن عمر يناهز 74 عامًا. ترك وراءه زوجته، مارغريت، وابنه ريجيس.

## العلاقات
كان ريجيس جزءًا من عائلة بوست السياسية. وكان جده الأكبر هو جوثام بوست جونيور [الإنجليزية]، وهو ممثل الولايات المتحدة من نيويورك، وهو عضو في البرلمان. كان ابن أخته هو عضو البرلمان في ولاية نيويورك لانغدون بوست، وكان ابن عمه البعيد هو عضو البرلمان في ولاية نيويورك إراسموس بوست.
تزوجت شقيقته لينا بوست وبستر من هاملتون فيش ويبستر، حفيد هاميلتون فيش. تزوجت أخته، إديت بوست غالاتين، من جويليت غالاتين، حفيد ألبرت غالاتين، حفيد إلبردج جيري، وابن عمه الأول بيتر جويليت جيري.